# Zhou Yu's Train
Zhou Yu's Train, vertaald Zhou Yu's trein is een Chinese film uit Hongkong van Sun Zhou, met onder andere Gong Li in de hoofdrol.
De film ging in première tijdens de Berlinale van 2003 (buiten competitie), het jaar waarin Gong Li ook voorzitter van de jury was.

## Verhaal
De film, een liefdesdrama, speelt zich af in de steden Chongyang (in de provincie Hubei) en Sanming (in de provincie Fujian).
Het verhaal is een raamvertelling waarin een jonge vrouw, Xiu (gespeeld door Gong Li), het verleden van de dichter Chen Qing (Tony Leung Ka Fai) probeert te achterhalen. Chen Qing is de auteur van de dichtbundel "Zhou Yu's trein", die ze tijdens een signeersessie gekocht heeft. Zhou Yu (ook gespeeld door Gong Li) is een keramisch kunstenaar die verliefd werd op Chen Qing door zijn gedichten (waaronder "Mijn Xian Hu"). Zhou Yu en Chen Qing wonen echter een dag reizen van elkaar verwijderd (in respectievelijk Sanming en Chongyang). Zhou Yu neemt twee keer per week de trein naar Chongyang om bij Cheng Qing te zijn. Tijdens een van deze treinritten ontmoet ze de veearts Zhang Qiang, die ze ook daarna regelmatig blijft ontmoeten. Zhou Yu blijft heen en weer reizen tussen haar geliefden: Chen Qing, die gedichten voor haar schrijft maar toegeeft niet aan een gezamenlijke toekomst te denken, en Zhang Qiang, die zelf toegeeft niet ernstig te durven zijn. Uiteindelijk moet Chen Qing een job als leraar in Tibet aanvaarden. Zhou Yu blijft daarna wekelijks naar Chongyang reizen. Wanneer Zhang Qiang dit te weten komt, doet hij geen poging om haar voor zich te winnen.
De vrouw die de vertelster van de raamvertelling is, is tevens de nieuwe geliefde van Chen Qing. Tijdens een treinrit die haar van Chongyang terug naar Chen Qing lijkt te brengen mijmert ze: "Ik heb nu begrepen dat een geliefde een spiegel is waarin je jezelf duidelijker kan zien." Na haar aankomst bij Chen Qing zegt ze dat Zhou Yu nog een andere minnaar heeft gehad, maar Chen Qing gelooft haar niet. Ze zegt ook dat ze Zhou Yu op de trein gezien heeft, maar volgens Chen Qing is ze dood.

## Rolverdeling
| Acteur            | Personage    | Opmerkingen                    |
| ----------------- | ------------ | ------------------------------ |
| Gong Li           | Zhou Yu; Xiu | Gong Li speelt twee personages |
| Tony Leung Ka Fai | Chen Qing    |                                |
| Sun Honglei       | Zhang Qiang  |                                |

## Voetnoten
1. ↑  Filmforen.de: Berlinale 2003 - Wettbewerb.
2. ↑  "我的仙湖" (pinyin: Wǒde Xiān Hú), in de Nederlandse ondertiteling verkeerdelijk weergegeven als "My Xanhu".